# Файзуллина, Гавгар Садыковна
Гавгар Садыковна Файзуллина (10 июня 1924 года — 6 апреля 1987 года) — доярка колхоза «Красный Октябрь» Баймакского района Башкирской АССР, Герой Социалистического Труда.

## Биография
Гаугар Садыковна Файзуллина родилась 10 июня 1924 году в д. Верхнее Идрисово Баймакского района Башкирской АССР. Образование — неполное среднее.
Трудиться начала в 1941 году в колхозе «Первое мая» Баймакского района. В 1942—1953 гг. работала забойщиком известкового карьера, в 1953—1955 гг. — лесорубом Тубинского рудника Баймакского района. С 1955 г. — доярка колхоза «Красный Октябрь» этого же района. Здесь нашла своё призвание.
За время работы дояркой Г. С. Файзуллина надоила более миллиона килограммов молока. Передавала свою высокоудойную группу коров молодым дояркам, набирала группу первотёлок и вновь добивалась высоких надоев. В 1962 г. средний надой от её группы коров составил 2895 килограммов молока, в 1963 г. — 3085, в 1964 г. — 3102, в 1965 г. — 3179 килограммов. В 1966 г. от каждой из закреплённых 22 коров получила по 3057 килограммов молока, при этом себестоимость одного центнера продукции была снижена по сравнению с плановой на 1 рубль 90 копеек.
Являясь старшей дояркой, успешно возглавляла молочнотоварную ферму, обучила секретам своего мастерства не один десяток доярок. Ферма ежегодно увеличивала надои молока. Возглавляемая ею бригада доярок завоевала звание «Бригада коммунистического труда», ферма стала школой передового опыта в Баймакском районе. В бригаде, состоящей из восьми доярок, за 1962—1965 гг. ежегодно от 158 коров надаивали по 4120 центнеров молока вместо 3200 центнеров по плану. Если в 1962 г. надои от каждой коровы составляли 2365 килограммов, то к 1965 г. они достигли 2456 килограммов при годовом плане 2100 килограммов.
За достигнутые успехи в развитии животноводства, увеличении производства и заготовок молока Указом Президиума Верховного Совета СССР от 22 марта 1966 г. Г. С. Файзуллиной присвоено звание Героя Социалистического Труда.
Гаугар Садыковна Файзуллина до ухода на пенсию в 1979 году работала заведующей фермой, дояркой колхоза имени 50-летия Октября Баймакского района.
Умерла 6 апреля 1987 году.

## Награды
- Герой Социалистического Труда (1966)
- Два ордена Ленина (1966, 1973)